# NGC 1923
NGC 1923 est un amas ouvert associé à une nébuleuse en émission situé dans la constellation de la Dorade. Cet amas et cette nébuleuse sont situés dans le Grand Nuage de Magellan. NGC 1923 a été découvert par l'astronome britannique John Herschel en 1834.  